# Прва лига СР Југославије у рагбију 1992/93.
Прва лига СР Југославије у рагбију 1992/93. је било 1. издање Прве лиге Савезне Републике Југославије у рагбију 15. 
Титулу је освојио Партизан.

## Учесници
|   | Тим                       | Тренер                 | Капитен |
| - | ------------------------- | ---------------------- | ------- |
| 1 | Београдски рагби клуб     | Станислав Т. Колунџија |         |
| 2 | Партизан                  |                        |         |
| 3 | Крушевац                  |                        |         |
| 4 | Жарково                   |                        |         |
| 5 | Рагби клуб Динамо Панчево |                        |         |

| Шампион Југославије у рагбију 1993. |
| ----------------------------------- |
| Рагби клуб Партизан 7. титула       |